# Francis Jennings
Francis Jennings (geboren am 19. September 1918 in Pottsville, Pennsylvania; gestorben am 17. November 2000 in Evanston, Illinois) war ein amerikanischer Historiker.

## Leben und Werk
Jennings’ Forschungsinteresse galt den Beziehungen zwischen den Indianern und den weißen Siedlern und Eroberern Nordamerikas von der Kolonialzeit bis in die Gegenwart. Er wurde in den 1960er Jahren mit scharfen Angriffen gegen rassistische und imperialistische Tendenzen in der amerikanischen Geschichtsschreibung im Allgemeinen und die Werke Francis Parkmans im Besonderen bekannt; durch die Anwendung ethnologischer Methoden profilierte er sich in den folgenden Jahrzehnten als einer der herausragenden Vertreter der „Ethnohistorie“. Sein Hauptwerk ist die Trilogie The Covenant Chain (benannt nach der Covenant Chain, der britisch-irokesischen Allianz des 17. und 18. Jahrhunderts), erschienen zwischen 1975 und 1988, in der er die Geschichte der indianisch-britischen Beziehungen bis zum Ende der Kolonialzeit nachzeichnet. Seine Sicht der Geschichte fasst der Untertitel seines 1993 erschienenen Bandes The Founders of America konzise zusammen: „Wie die Indianer das Land entdeckten, erschlossen, große klassische Zivilisationen begründeten, wie sie durch eine Invasion in ein dunkles Zeitalter gestürzt wurden, und wie sie sich heute davon erholen.“
Erst 1966 nahm er eine Lehrtätigkeit auf und lehrte zunächst am Moore College of Art (bis 1968), dann am Cedar Crest College (1968–1976). Die letzten Jahre seiner Laufbahn verbrachte er an der Newberry Library in Chicago, zunächst als Direktor des D’Arcy McNickle Center for American Indian History, dann als Senior Research Fellow.

## Werke

### Aufsätze
- A Vanishing Indian: Francis Parkman Versus His Sources. In: Pennsylvania Magazine of History and Biography 87, 1963. S. 306–23.
- The Delaware Interregnum. In: The Pennsylvania Magazine of History and Biography 89:2, 1965. S. 174–198.
- The Indian Trade of the Susquehanna Valley. In: Proceedings of the American Philosophical Society 110:6, 1966. S. 406–424.
- Incident at Tulpehocken. In: Pennsylvania History 35:4, S. 335–355.
- The Scandalous Indian Policy of William Penn’s Sons: Deeds and Documents of the Walking Purchase. In: Pennsylvania History 37:1, 1970. S. 19–39.
- Goals and Functions of Puritan Missions to the Indians. In: Ethnohistory 18:3, 1971. S. 197–212.
- Virgin Land and Savage People. In: American Quarterly 23:4, 1971. S. 519–541.
- The Constitutional Evolution of the Covenant Chain. In: Proceedings of the American Philosophical Society 115:2, 1971. S. 88–96.
- A Growing Partnership: Historians, Anthropologists and American Indian History. In: Ethnohistory 29:1, 1982. S. 21–34.
- Francis Parkman: A Brahmin among Untouchables. In: The William and Mary Quarterly (3. Folge) 42, 1985. S. 305–328.

### Monographien
- The Invasion of America: Indians, Colonialism, and the Cant of Conquest. University of North Carolina Press, Chapel Hill 1975. Reprint 2010: ISBN 0807871443
- The Ambiguous Iroquois Empire: The Covenant Chain Confederation of Indian Tribes with English Colonies from its Beginnings to the Lancaster Treaty of 1744. Norton, New York 1984. ISBN 0393017192
- Empire of Fortune: Crowns, Colonies, and Tribes in the Seven Years War in America. Norton, New York 1988. ISBN 0393025373
- The Founders of America: How Indians Discovered the Land, Pioneered in It, and Created Great Classical Civilizations, how They Were Plunged Into a Dark Age by Invasion, and how They are Reviving. Norton 1993. ISBN 0393033732
- Benjamin Franklin, Politician. Norton, New York 1996. ISBN 0393039838
- The Creation of America: Through Revolution to Empire. Cambridge University Press, New York 2000. ISBN 0521662559

### Herausgeberschaft
- (Hrsg.): The History and Culture of Iroquois Diplomacy: An Interdisciplinary Guide to the Treaties of the Six Nations and Their League. Syracuse University Press, Syracuse NY 1985. ISBN 0815622716

## Sekundärliteratur
- Richard S. Dunn: Obituary: Francis Jennings (1918-2000). In: Pennsylvania History 68:2, 2000. S. 244–246.
- Kirsten Fischer: In Retrospect: The Career of Francis Jennings. In: Reviews in American History 30:4, 2002. S. 517–529.
- Frederick E. Hoxie: In Memoriam: Francis Jennings. In: Newsletter of the Organization of American Historians 29, 2001.
- Timothy J. Shannon: Footnotes and Bloodsport: Francis Jennings on the Early American Frontier. In: Reviews in American History 38:2, 2010. S. 199–208.

| Personendaten    | Personendaten             |
| ---------------- | ------------------------- |
| NAME             | Jennings, Francis         |
| KURZBESCHREIBUNG | amerikanischer Historiker |
| GEBURTSDATUM     | 19. September 1918        |
| GEBURTSORT       | Pottsville (Pennsylvania) |
| STERBEDATUM      | 17. November 2000         |
| STERBEORT        | Evanston (Illinois)       |